# Agobardus brevitarsus
Agobardus brevitarsus là một loài nhện trong họ Salticidae.
Loài này thuộc chi Agobardus. Agobardus brevitarsus được Elizabeth Bangs Bryant miêu tả năm 1943.